# Landtagswahlkreis Hansestadt Rostock IV
Der Landtagswahlkreis Hansestadt Rostock IV (bis 2015: Rostock IV) ist ein Landtagswahlkreis in Mecklenburg-Vorpommern. Er umfasst von der Hansestadt Rostock die Ortsteile Stadtmitte, Brinckmansdorf, Dierkow-Ost, Dierkow-West, Dierkow-Neu, Toitenwinkel, Gehlsdorf, Hinrichsdorf, Krummendorf, Nienhagen, Peez, Stuthof, Jürgeshof, Hinrichshagen, Wiethagen und Torfbrücke.

## Wahl 2021
Bei der Landtagswahl in Mecklenburg-Vorpommern 2021 gab es in diesem Wahlkreis folgendes Ergebnis:
| Partei               | Direktkandidat     | Erststimmen      | Zweitstimmen     |
| -------------------- | ------------------ | ---------------- | ---------------- |
| SPD                  | Jochen Schulte     | 30,1 %           | 36,5 %           |
| AfD                  | Stefan Treichel    | 11,3 %           | 10,8 %           |
| CDU                  | Daniel Peters      | 14,1 %           | 9,8 %            |
| Die LINKE            | Helge Bothur       | 13,9 %           | 12,6 %           |
| GRÜNE                | Marie Heidenreich  | 15,3 %           | 12,9 %           |
| FDP                  | Jenny Schulze      | 7,4 %            | 7,5 %            |
| NPD                  | –                  | –                | 0,4 %            |
| Tierschutzpartei     | Gregor Welckenbach | 3,3 %            | 2,4 %            |
| Freier Horizont      | –                  | –                | 0,2 %            |
| Die PARTEI           | –                  | –                | 1,5 %            |
| FREIE WÄHLER MV      | Gabriele Dahnke    | 1,6 %            | 1,0 %            |
| PIRATEN              | –                  | –                | 0,5 %            |
| LKR                  | –                  | –                | 0,0 %            |
| DKP                  | –                  | –                | 0,1 %            |
| Bündnis C            | –                  | –                | 0,1 %            |
| TIERSCHUTZ hier!     | –                  | –                | 0,2 %            |
| dieBasis             | Andrea Hentzschel  | 3,0 %            | 2,3 %            |
| DiB                  | –                  | –                | 0,1 %            |
| FPA                  | –                  | –                | 0,0 %            |
| ÖDP                  | –                  | –                | 0,2 %            |
| Die Humanisten       | –                  | –                | 0,2 %            |
| Gesundheitsforschung | –                  | –                | 0,2 %            |
| Team Todenhöfer      | –                  | –                | 0,3 %            |
| UNABHÄNGIGE          | –                  | –                | 0,2 %            |
| Wahlberechtigte      | 50.049 Einwohner   | 50.049 Einwohner | 50.049 Einwohner |
| Wahlbeteiligung      | 74,3 %             | 74,3 %           | 74,3 %           |

## Wahl 2016
Bei der Landtagswahl in Mecklenburg-Vorpommern 2016 gab es in diesem Wahlkreis folgendes Ergebnis:
| Partei           | Direktkandidat      | Erststimmen | Zweitstimmen |
| ---------------- | ------------------- | ----------- | ------------ |
| SPD              | Jochen Schulte      | 29,0 %      | 30,3 %       |
| CDU              | Daniel Peters       | 19,5 %      | 17,1 %       |
| DIE LINKE        | Phillip Bock        | 19,5 %      | 15,2 %       |
| GRÜNE            | Johann-Georg Jaeger | 9,9 %       | 9,1 %        |
| NPD              | –                   | –           | 1,5 %        |
| FDP              | Marco Hirschl       | 4,0 %       | 3,6 %        |
| PIRATEN          | –                   | –           | 0,7 %        |
| FAMILIE          | –                   | –           | 0,9 %        |
| FREIE WÄHLER     | –                   | –           | 0,3 %        |
| Die PARTEI       | –                   | –           | 1,5 %        |
| Die Achtsamen    | –                   | –           | 0,1 %        |
| ALFA             | –                   | –           | 0,4 %        |
| AfD              | Roger Schmidt       | 18,0 %      | 17,3 %       |
| Bündnis C        | –                   | –           | 0,1 %        |
| DKP              | –                   | –           | 0,2 %        |
| Freier Horizont  | –                   | –           | 0,5 %        |
| Tierschutzpartei | –                   | –           | 1,2 %        |
| Wahlberechtigte  | 48.438              | 48.438      | 48.438       |
| Wahlbeteiligung  | 63,2 %              | 63,2 %      | 63,2 %       |

## Wahl 2011
Bei der Landtagswahl in Mecklenburg-Vorpommern 2011 gab es folgende Ergebnisse:
| Partei          | Direktkandidat      | Erststimmen     | Zweitstimmen    |
| --------------- | ------------------- | --------------- | --------------- |
| SPD             | Jochen Schulte      | 31,5 %          | 30,6 %          |
| DIE LINKE       | Regine Lück         | 22,7 %          | 19,3 %          |
| CDU             | Helmut Schmidt      | 22,8 %          | 18,1 %          |
| GRÜNE           | Johann-Georg Jaeger | 16,4 %          | 16,8 %          |
| PIRATEN         |                     |                 | 4,5 %           |
| NPD             | Michael Fischer     | 3,9 %           | 3,9 %           |
| FDP             | Katja Rosendahl     | 2,7 %           | 3,2 %           |
| FAMILIE         |                     |                 | 1,8 %           |
| FREIE WÄHLER    |                     |                 | 0,6 %           |
| Die PARTEI      |                     |                 | 0,4 %           |
| AB              |                     |                 | 0,3 %           |
| AUF             |                     |                 | 0,1 %           |
| ödp             |                     |                 | 0,1 %           |
| APD             |                     |                 | 0,1 %           |
| REP             |                     |                 | 0,1 %           |
| PBC             |                     |                 | 0,1 %           |
| Wahlberechtigte | 47625 Einwohner     | 47625 Einwohner | 47625 Einwohner |
| Wahlbeteiligung | 49,8 %              | 49,8 %          | 49,8 %          |

## Wahl 2006
Bei der Landtagswahl in Mecklenburg-Vorpommern 2006 gab es folgende Ergebnisse:
| Partei          | Direktkandidat      | Erststimmen     | Zweitstimmen    |
| --------------- | ------------------- | --------------- | --------------- |
| SPD             | Jochen Schulte      | 29,4 %          | 28,9 %          |
| CDU             | Kay-Uwe Nissen      | 24,9 %          | 23,7 %          |
| PDS             | Regine Lück         | 19,7 %          | 19,0 %          |
| FDP             | Ralf Grabow         | 9,8 %           | 11,5 %          |
| GRÜNE           | Johann-Georg Jaeger | 6,5 %           | 6,8 %           |
| NPD             | Sebastian Schubert  | 4,5 %           | 4,9 %           |
| Bündnis für M-V | Galina Koch         | 2,4 %           | 1,1 %           |
| GRAUE           | Olaf Krüger         | 1,5 %           | 1,1 %           |
| FAMILIE         |                     |                 | 1,0 %           |
| WASG            | Franziska von Weber | 1,3 %           | 0,9 %           |
| Deutschland     |                     |                 | 0,3 %           |
| PBC             |                     |                 | 0,2 %           |
| AGFG            |                     |                 | 0,2 %           |
| APD             |                     |                 | 0,2 %           |
| AB              |                     |                 | 0,1 %           |
| Offensive D     |                     |                 | 0,0 %           |
| Wahlberechtigte | 45892 Einwohner     | 45892 Einwohner | 45892 Einwohner |
| Wahlbeteiligung | 57,3 %              | 57,3 %          | 57,3 %          |

## Wahl 2002
Bei der Landtagswahl in Mecklenburg-Vorpommern 2002 gab es folgende Ergebnisse:
| Partei          | Direktkandidat      | Erststimmen     | Zweitstimmen    |
| --------------- | ------------------- | --------------- | --------------- |
| SPD             | Jochen Schulte      | 41,7 %          | 43,4 %          |
| CDU             | Kay-Uwe Nissen      | 25,3 %          | 25,3 %          |
| PDS             | Regine Lück         | 20,5 %          | 17,9 %          |
| GRÜNE           | Frank-Egon Naß      | 5,4 %           | 4,7 %           |
| FDP             | Ralf Grabow         | 5,3 %           | 4,7 %           |
| Schill          | Dan Oliver Höftmann | 1,9 %           | 1,6 %           |
| SPASSPARTEI     |                     |                 | 1,0 %           |
| NPD             |                     |                 | 0,6 %           |
| GRAUE           |                     |                 | 0,3 %           |
| Bürgerpartei MV |                     |                 | 0,2 %           |
| REP             |                     |                 | 0,1 %           |
| PBC             |                     |                 | 0,1 %           |
| V.P.M.V.        |                     |                 | 0,1 %           |
| SLP             |                     |                 | 0,0 %           |
| Wahlberechtigte | 43301 Einwohner     | 43301 Einwohner | 43301 Einwohner |
| Wahlbeteiligung | 69,5 %              | 69,5 %          | 69,5 %          |